# Stagmomantis montana montana
Stagmomantis montana montana es una especie de mantis de la familia Mantidae.

## Distribución geográfica
Se encuentra en los Estados Unidos, Belice, Costa Rica,  Guatemala, México y Nicaragua.